# Chassé (Sarthe)
Chassé korábbi község Franciaország Loire mente régiójában, Sarthe megyében. 2015. január 1-jén öt másik korábbi községgel egyesült és az így létrejött Villeneuve-en-Perseigne új község része lett.
Lakosainak száma 176 fő (2018. január 1.). Chassé Hauterive és Montigny községekkel határos.

## Népesség
A település népességének változása:
| Lakosok száma | 181  | 177  | 176  |
|               | 2015 | 2017 | 2018 |